# Greta morgane
Greta morgane ist ein tagaktiver Schmetterling aus der Unterfamilie Danainae. Er gehört zu den sehr wenigen Schmetterlingsarten mit bis auf die Randbereiche völlig durchsichtigen Flügeln. Das Verbreitungsgebiet zieht sich von Mittelamerika bis in den Süden von Texas (USA).

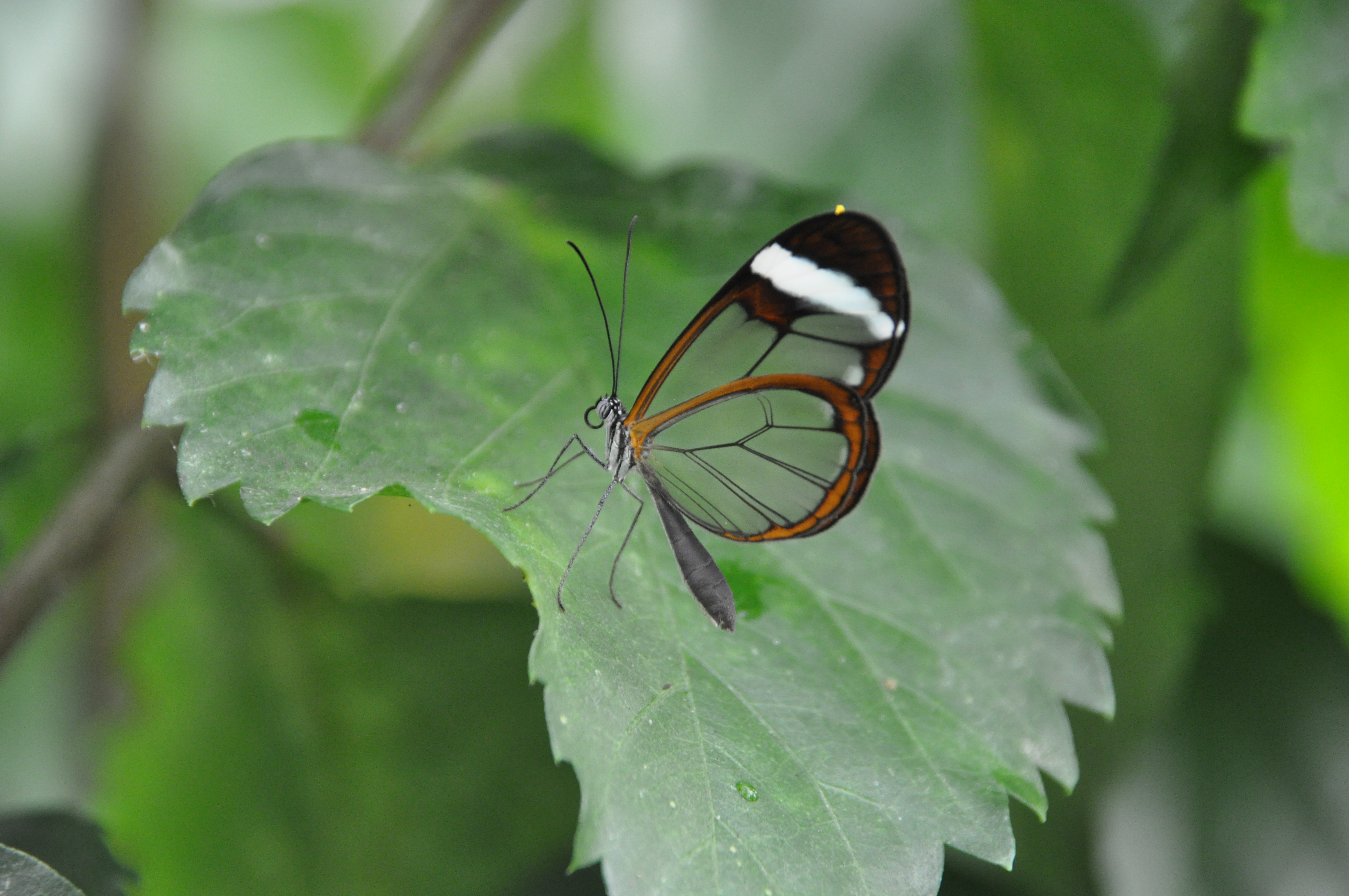
Greta morgane oto

## Merkmale
Die Flügelspannweite der Falter beträgt 5,6 bis 6,1 cm. Die Flügel sind zum größten Teil völlig durchsichtig. Lediglich die Ränder und die Flügeläderung sind dunkelbraun (ssp. oto) oder hellbraun (ssp. morgane) gefärbt. Im Apex ist eine weißliche bis leicht bläulich schimmernde subapikale Querbinde vorhanden. Am Apex ist der Rand etwas verdickt und vom Kostalrand zieht sich am Ende der Zelle ein brauner Fleck in den transparenten Flügelbereich hinein. Der Hinterrand des Vorderflügels ist konkav gebogen.
Die Raupen sind glasig-grünlich gefärbt. Im letzten Stadium werden sie milchig weiß mit einer grünen Überstäubung. Der Kopf ist glänzend grün, an den Seiten sitzen große schwarze Flecken, die wie zwei „falsche Augen“ aussehen.
Die relativ kleine, gekrümmte Puppe wird einerseits als silberfarben, anderseits als schillernd rötlich-golden beschrieben. Sie ist relativ gedrungen mit einem aufgeblähten Abdomen. Der Kremaster ist mit ca. 230 am Ende umgebogenen Borsten besetzt.

## Geographische Verbreitung und Lebensraum
Das Verbreitungsgebiet erstreckt sich von Venezuela?, Panama, über Mittelamerika, Mexiko und die Karibik. Im Jahr 2004 trat er vorübergehend auch in Texas auf. Das Verbreitungsgebiet ist allerdings abhängig davon, welchen taxonomischen Umfang man für die Art annimmt. Die Art lebt in Lichtungen von tropischen und subtropischen Regenwäldern, aber auch inzwischen in Gärten und Parks, wo die Raupennahrungspflanzen wachsen. Die Art kommt dort in der Regel in der Höhenstufe von etwa 500 m bis etwa 1600 m über NN vor. Das Klima ist hier charakterisiert durch mäßige hohe Temperaturen, hohe Luftfeuchtigkeit, und schwere Regenfälle zwischen Mai und Dezember, gefolgt von eher trockenen Perioden im Rest des Jahres. Die Falter halten sich in ihrem natürlichen Habitat vor allem dicht unter dem Kronendach der Bäume auf.

## Lebensweise
In der Zucht lebten die Falter mehr als 4 Monate. Die Falter saugen gerne an Wandelröschen (Lantana camara) oder auch an der Indianer-Seidenpflanze (Asclepias curassavica). Erst nach drei Monaten wurde in der Zucht die erste Paarung beobachtet. Danach erfolgte die Eiablage innerhalb weniger Tage. Die Eier werden einzeln an die Raupennahrungspflanzen abgelegt.
Die Raupe von Greta morgane ernährt sich von Nachtschattengewächsen (Solanaceae); in der Literatur werden zwei Arten der Hammersträucher (Cestrum) genannt: Cestrum lanatum und Cestrum standleyi. Die Raupen sitzen, wenn sie nicht fressen, eingerollt an der Blattunterseite ihrer Nahrungspflanzen. Sie nehmen über die Nahrungspflanzen Alkaloide zu sich, die nicht nur die Raupen, sondern auch die späteren Falter für Fressfeinde ungenießbar machen.
Die Puppe hängt kopfüber an der Blattunterseite. Die Raupe spinnt einen Seidenbausch, der an einer Blattunterseite angeklebt wird. An diesen Seidenbausch wird die Puppe mittels der Borsten des Kremaster befestigt. Die Puppenruhe dauert in der Zucht nur vier Tage. 

## Taxonomie
Greta morgane wurde 1837 als Hymenitis morgane von Carl Geyer in Hübner erstmals wissenschaftlich beschrieben. Die Art wird heute zur Gattung Greta Hemming, 1934 gestellt. Die Typusart dieser Gattung ist Hymenitis diaphane Hübner. Da Hymenitis Hübner präokkupiert ist und es zudem nomenklatorische Probleme um die Gattung Hymenitis Hübner gab, wurde Greta  Hemming, 1934 auf die Offizielle Liste gültiger Gattungsnamen gestellt. Die ursprünglich als selbständige Art aufgestellte Greta oto wird heute von den meisten Autoren als Unterart zu Greta morgane gestellt. Dadurch vergrößert sich das Areal von Greta morgane beträchtlich.
- Greta morgane morgane (Geyer, 1835), Westmexiko (Provinzen Nayarit bis südliches Oaxaca)
- Greta morgane oto (Hewitson, 1856)[6], Ostmexiko bis Panama, ?Venezuela